# Anthene otacilia
Anthene otacilia е вид пеперуда от семейство Синевки (Lycaenidae). Видът не е застрашен от изчезване.

## Разпространение и местообитание
Разпространен е в Замбия, Зимбабве, Малави, Мозамбик, Свазиленд, Танзания и Южна Африка (Западен Кейп и Източен Кейп).
Обитава савани, степи и крайбрежия.

## Описание
Популацията на вида е стабилна.